# Uroleucon saussureae
Uroleucon saussureae är en insektsart som först beskrevs av Takahashi, R. 1962.  Uroleucon saussureae ingår i släktet Uroleucon och familjen långrörsbladlöss. Inga underarter finns listade i Catalogue of Life.